# Evgenija Šelgunova
Evgenija Andreevna Šelgunova, o anche Evgeniya Shelgunova (in russo  Евгения Андреевна Шелгунова?; Alatyr', 8 agosto 1997), è una ginnasta russa, membro della Nazionale di ginnastica artistica femminile.